# Dodge Aspen
La Dodge Aspen, ainsi que son homologue la Plymouth Volaré, est une automobile de type compacte fabriquée entre 1976 et 1980, filiale de Chrysler. Introduites à l'automne 1975 comme des modèles de 1976, elles sont nommées Voiture de l'année 1976 par Motor Trend.

## Historique de production
Le véhicule a été testé en soufflerie pour vérifier son potentiel de conservation du carburant sur le plan aérodynamique, car le programme complet de développement aérodynamique comprenait une vaste gamme d’études allant de la réduction de la traînée à la stabilité par vent travers, au bruit du vent et aux performances de ventilation. Les effets de ces tests ont permis d'adoucir les contours de l'extrémité avant, de retirer les gouttières et d'aider à la formation des conduits d'écoulement d'air interne. L'ingénierie de la carrosserie de l'Aspen a été exécutée en utilisant la technologie informatique; l'ingénierie de la carrosserie a été réalisée à l'aide de modèles de contrainte en plastique transparent indiquant les points de contrainte avant la formation de la tôle. La réduction de poids pour fournir une économie de carburant maximale a été obtenue grâce à l'utilisation de verre plus mince, de poutres de porte latérale plus légères, de supports HSLA et de renforts quatre fois plus résistants que l'acier conventionnel. Un nombre réduit de pièces embouties s'est traduit par de meilleurs ajustements de panneau et moins de soudures. La visibilité était améliorée et, comparé à d'autres compactes Dodge, l'Aspen affichait une augmentation totale de la surface vitrée de 25% sur les modèles à deux portes et de 33% sur les berlines.
Les réglages de l'alignement des roues tel que le carrossage pourraient être effectués en retirant les plaques sur les logements de roues. Le nouveau système de suspension transversale isolée constituait un écart important par rapport aux barres de torsion longitudinales introduites par Chrysler en 1957 et utilisées sur tous les modèles depuis cette année, jusqu'à la mise en vente des voitures à plate-forme F. Les barres transversales (côte à côte) n'étaient pas aussi favorables sur le plan géométrique, mais permettaient de gagner de la place et du poids. De plus, le nouveau système de suspension avant a été présenté comme offrant une "grande promenade en voiture" car la suspension avait une conformité avant et arrière basse ou plus douce qui permettait à la roue de se déplacer vers l'arrière au lieu de monter et descendre lorsque le pneu rencontrait objet, amortissant le coup, et avait un meilleir roulement avec le mauvais état de la route. Les deux barres de torsion parallèles et une barre anti-balancement étaient montées en avant des roues avant, intégrées dans une suspension avant à ressorts. Ces composants étaient attachés à une traverse structurelle en forme de K. La traverse en forme de K était isolée de la carrosserie unifiée par quatre supports en caoutchouc. Cette suspension à barre de torsion transversale a également été intégrée aux voitures à plate-forme M et J. La suspension arrière à ressort à lames conventionnelle était également isolée en caoutchouc, il n'y avait donc pas de chemin métal sur métal par lequel le bruit ou les vibrations de la route pouvaient être transmis à la carrosserie; même la colonne de direction était isolée.
La Dodge Aspen de 1976 a également servi de véhicule d'essai pour une installation de moteur à turbine à gaz, dans un projet parrainé par le département de l'Énergie des États-Unis. Saisie des tests en août 1976, ce moteur était une nouvelle version plus petite d'un développement antérieur de Chrysler. On espérait que ces moteurs seraient plus propres et plus efficaces que les moteurs V8 comparables, mais le moteur à turbine s'est révélé être une impasse dans les applications automobiles.

### Commercialisation
R. M. "Ham" Schirmer, directeur de Dodge et de la publicité d'entreprise pour Chrysler, a déclaré que le nom Aspen provenait du nom de code Aspen-Vail lorsque le projet et sa "voiture sœur" de Plymouth ont commencé en 1971. «Aspen est un nom très agréable», a déclaré Schirmer, «les gens pensent au plein air, mais pas nécessairement au ski quand ils l'entendent... Cela n'entravera pas la où nous voulons positionner la voiture car elle est fondamentalement neutre". Néanmoins, Chrysler a parrainé le Dodge Aspen Team K2 Freestyle de 1976 et a ouvert la septième saison du World Pro Skiing à Aspen, Colorado en tant que cours de course Dodge Aspen Cup sur Aspen Highlands et Aspen Mountain. Dans la presse écrite et médiatique, Rex Harrison était le porte-parole de l'Aspen, dont la campagne publicitaire était inspirée de la scène d'"Ascot Gavotte" dans My Fair Lady d'Harrison. Une chanson était prononcée en rythme, par Harrison, disant "Incroyable". Le chanteur Sergio Franchi était le porte-parole de la Volaré et a chanté la chanson pop "Volare", avec des paroles modifiées, dans des publicités télévisées et radiophoniques. La marque d'accentuation utilisée dans le nom de la voiture n'est pas dans le mot italien ou le titre de la chanson; Les publicités de la Volaré la décrite comme un "accent sur la qualité". En espagnol, "Volaré" avec l'accent se traduit par "je vais voler".

### Aspen R/T
Le coupé Aspen R / T était le niveau de finition "performance" de l'Aspen et était livré avec des pneus E70x14, roues de rallye, un traitement d'occultation de la calandre, rayures sur la carrosserie, ainsi que des décalcomanies et médaillons «R / T». Un moteur V8 de 5,9 L (360 pouces cubes), avec 170 ch (127 kW; 172 ch) et un couple de 380 N m a été proposé avec une transmission 4 vitesses à surmultiplication. Cela n'était pas disponible en Californie parce que le moteur, qui faisait en moyenne 15,5 litres aux 100 km, ne respectait pas les réglementations californiennes en termes d'économie de carburant. Lors d'un essai sur route de Motor Trend, une R / T 360 a effectué un quart de miles en ligne droite en 17,4 secondes à une vitesse de 138,6 km/h. La R / T a effectué une course de 97 à 153 km/h en 13,8 secondes. La version Plymouth de la voiture s'appelait Volaré Road Runner.

### Breaks
Les breaks étaient disponibles dans les deux finitions du modèle, tous dotés de hayons à lunette arrière fixe. Ces modèles avaient un volume de chargement de 2,04 m3 et une capacité de charge de 500 kg, ce qui était de 45 kg de moins que les breaks Chrysler de taille intermédiaire et standard. L'ouverture du hayon mesurait près de 1,2 m de large et 70 cm de haut. Avec le siège arrière rabattu, la zone de chargement mesurait 190 cm de long au niveau de la ceinture de caisse et 110 cm de large entre les passages de roues. Les familiales de la finition Aspen SE ou Volaré Premier comportaient du similibois simulé sur les panneaux latéraux extérieurs. Sur les Aspen SE, le grain de bois était encadré d'une garniture imitation bois blond (métal peint). Sur les Premier, les panneaux latéraux étaient garnis de cadres en acier inoxydable rehaussés de noir mat. Mis à part le logo de la marque et les calandres uniques pour chaque marque, cet élément de garniture des breaks reste l'un des rares indices visuels qui différencient l'Aspen de la Volaré. Les couvercles latéraux de l'espace de chargement étaient une seule pièce en polypropylène moulé par injection. Des compartiments de rangement fermés et verrouillables d'une capacité de 42 dm3 étaient fournis dans ces panneaux; ces compartiments étaient de série sur les Aspen SE et en option sur les breaks bas de gamme.

### 1976
En remplacement de la vénérable Dart, l'Aspen partagerait les mêmes moteurs et le même style de carrosserie qu'avec sa prédécesseur, mais pas grand-chose d'autre.
Disponible en break 4 portes, berline 4 portes ou coupé 2 portes, elle est déclinée en trois niveaux de finition - Base, Custom et SE (Special Edition). Les coupés comportaient du verre de porte sans cadre, mais un épais pilier "B" a été utilisé, remplaçant le style de carrosserie populaire à toit rigide de la Dart. La finition de performance R / T est venue uniquement sur le coupé et comprenait un V8 standard de 5,2 L ou un V8 de 5,9 L en option avec un carburateur à 2 ou 4 corps. Le moteur Slant Six de 3,7 L était standard sur toute la gamme et était disponible dans la plupart des États avec un choix de carburateur à simple ou double corps. La production totale était de 189 900 (Aspen) et 255 008 (Volaré)[réf. nécessaire].

### 1977
La deuxième année de l'Aspen était surtout un report. Un nouveau toit en T a été ajouté aux options du coupé. La finition R / T ajoutait une option "Super Pak". Il s'agissait de spoilers avant et arrière, ouverture des roues évasée et vitres arrière à persiennes. Un nouveau kit de rayures a également été ajouté. Une R / T équipée de cette finition devenait une "Super R / T". La Volaré était la voiture la plus vendue au Canada cette année. La production totale était de 266 012 (Aspen) et 327 739 (Volaré). La boîte manuelle à 3 vitesses avec changement de vitesses sur colonne était disponible pour la dernière fois en 1977[réf. nécessaire].

### 1978
Les trois lignes de finition ont été regroupées en une seule pour 1978. Les finitions Custom et Special Edition étaient toujours disponibles, mais étaient désormais réduites à des finitions optionnelles. L'Aspen a également reçu un nouveau carénage avant, similaire à celui de la Volaré, tandis que la calandre de la Volaré a été redessinée avec un motif de caisse à œufs. Les ventes ont baissé de plus de 30% pour les voitures de 1978. La boîte manuelle à 3 vitesses a été entièrement décalée au sol après 1977. Une finition «Duster» a été ajoutée. Les nouvelles finitions de performance comprenaient la Super Coupe et la Kit Car. Les deux avaient les mêmes extensions de performance extérieures que la "Super Pak", désormais renommée "Sport Pak", mais étaient disponibles en différentes couleurs ainsi qu'avec différentes options.
La Super Coupe incluait des pneus radiaux Goodyear GT GR60x15 montés sur des roues de 15x8", une suspension robuste avec barre stabilisatrice arrière, une finition noire mate sur le capot et n'avait qu'une seule couleur - Sable Tan Sunfire Metallic. Des rayures spéciales en trois couleurs (orange, jaune et rouge) séparaient la couleur carrosserie des couleurs noires mates. Seulement 494 ont été construites[réf. nécessaire].
La Kit Car, fabriquée en l'honneur de la légende du NASCAR Richard Petty, était censée ressembler le plus possible à une voiture de course. Les roues n'avaient pas d'enjoliveurs, les ouvertures de roues évasée avaient un look boulonné et même le pare-brise avait des attaches métalliques, tout comme les voitures de course. Contrairement à une voiture de course, la Kit Car est livrée en standard avec une transmission automatique. Un ajout spécial était un kit de décalcomanies avec de grandes décalcomanies "43" à monter sur la porte et 360 décalcomanies pour le capot. Ces décalcomanies étaient expédiées dans le coffre pour être installées par le concessionnaire ou par le propriétaire. Elle était disponible en une seule couleur - un rouge bicolore spécial. Un total de 145 ont été construites[réf. nécessaire].
Une nouvelle finition Sunrise, similaire à la finition Volaré Duster, était également nouveau pour 1978. Ce n'était disponible que sur le coupé, et se composait principalement de nouvelles rayures et de fenêtres arrière à persiennes.
Des verres de feux arrière plus larges avec des clignotants ambrés ont remplacé les verres de style Plymouth Valiant / Duster sur les coupés et les berlines Aspen et Volaré. La production totale est de 166 419 (Aspen) et 217 795 (Volaré)[réf. nécessaire].

### 1979
L'année modèle 1979 était un report, le seul changement facilement visible étant le remplacement des clignotants arrière ambrés par des clignotants rouges. Les finitions optionnelles de 1978 se sont poursuivies en 1979, à l'exception de la Super Coupé et de la Kit Car. Un nouvel indicateur de vitesse de 85 mph (137 km/h), de nouvelles couleurs et un connecteur de diagnostic pour le moteur ont été ajoutés. Le break était disponible en « Sport Wagon » avec des rayures spéciales, un barrage d'air avant et des passages de roue évasés. La production totale a atteint 121 354 (Aspen) et 178 819 (Volaré)[réf. nécessaire].

### 1980
Pour sa dernière année de production, et sur l'insistance de Lee Iacocca, l'Aspen et la Volaré ont été redessinées et ont acquis une nouvelle face avant (très similaire à celui de la Ford Fairmont) avec une calandre fine et des phares rectangulaires, obtenus en partageant le capot, les ailes et le pare-chocs avant avec la Dodge Diplomat. Les finitions Special Edition et Premier étaient disponibles, tandis que la finition Special Edition n'était désormais disponible que sur la berline et le coupé. La finition «Duster» était également disponible pour l'année modèle 1980. La finition R / T a été installé sur 285 Aspen pour cette année. La production totale s'est élevée à 67 318 (Aspen) et 90 063 (Volaré), même si une part importante des ventes était destinée aux flotte (police et taxi). Le V8 360 de 5,9 L a été abandonné cette année, laissant le V8 318 de 5,2 L comme moteur supérieur. La puissance du moteur 318 est passée de 140 ch (104 kW; 142 ch) à 4 000 tr/min à 120 ch (89 kW; 122 ch) à 3 600 tr/min dans les modèles à deux corps. Les versions à quatre corps sont passées de 140 ch (104 kW; 142 ch) (hors Californie) à 4 000 tr/min à 155 ch (116 kW; 157 ch) à 4 000 tr/min. Le six cylindres en ligne de 3,7 L est resté le moteur de base. L'option "Super Six" à deux corps a été abandonnée, laissant le Holley 1945 à un corps comme seul choix. Le "slant-six" produisait 90 ch (67 kW; 91 PS) à 3 600 tr/min.
L'Aspen avait des problèmes avec ses carburateurs, ce qui entraînait un décrochage fréquent. L'Aspen avait également des difficultés à démarrer, même après avoir laissé le moteur éteint pendant plusieurs minutes. Cela a entraîné plusieurs rappels, ainsi, l'Aspen a acquis une réputation de mauvaise qualité de fabrication, ce qui a entraîné une baisse des ventes; 1980 serait sa dernière année modèle.
La Dodge Aspen a été remplacée par la Dodge Aries à traction avant pour l'année modèle 1981.

## Marchés internationaux
Entre 1977 et 1979, Monteverdi, petit constructeur suisse d'automobiles spécialisé, a construit une version modifiée de cette voiture, appelée Sierra, destinée à rivaliser sur le marché européen des voitures de luxe.
Le nom Dart (plutôt qu'Aspen) a été appliqué aux voitures à plate=forme F de la marque Dodge au Mexique et en Colombie, correspondant aux voitures locales à plate-forme F de la marque Chrysler portant le nom de Valiant Volaré. Les Volaré mexicaines à plate-forme F n'étaient pas commercialisés sous le nom de Plymouth, car cette marque a été abandonnée après 1969. Les coupés Dart de 1981 et 1982 du marché mexicain utilisaient la plate-forme M du coupé Diplomat, mais était équipée du panneau avant de la Volare de 1980. Chrysler de México a également vendu des versions moins chères des voitures américaines à plate=forme K - Plymouth Reliant et Dodge Aries (en 1982-1987) et Plymouth Caravelle (1988) - sous le nom de Chrysler Volaré. La Chrysler Volaré E de 1988 (une version peu coûteuse de la Plymouth Caravelle de 1988 avec une partie avant de la Plymouth Reliant de 1986-1988 qui y est attachée) a servi d'unités pour la police fédérale des routes ("Policía Federal de Caminos" en espagnol) de 1988 à 1990. Elles ont obtenue un moteur Turbo II 2,2 L de Chrysler et une transmission automatique à 3 vitesses (levier de vitesses sur le tableau de bord, comme les voitures de patrouille américaines) et étaient connus au Mexique sous le nom de «Turbo-patrols».
La Volaré est également devenue la Volaré "Duster" au Canada.

## Après la plate-forme F
Les voitures à plate-forme F ont été retirées de la production après 1980 et remplacées par les petites voitures traction avant à plate-forme K - Dodge Aries / Plymouth Reliant de 1981, Dodge 400 / Chrysler LeBaron de 1982 - et les berlines quatre portes à plate-forme M - Dodge Diplomat / Plymouth Gran Fury - qui étaient très similaires en termes de structure, de taille et d'ingénierie aux Aspen et Volaré à plate-forme F.
Le nom de modèle Aspen a été relancé en 2007 pour le Sport Utility Vehicle (SUV) de luxe Chrysler Aspen.